# Hippothoidae
Famille

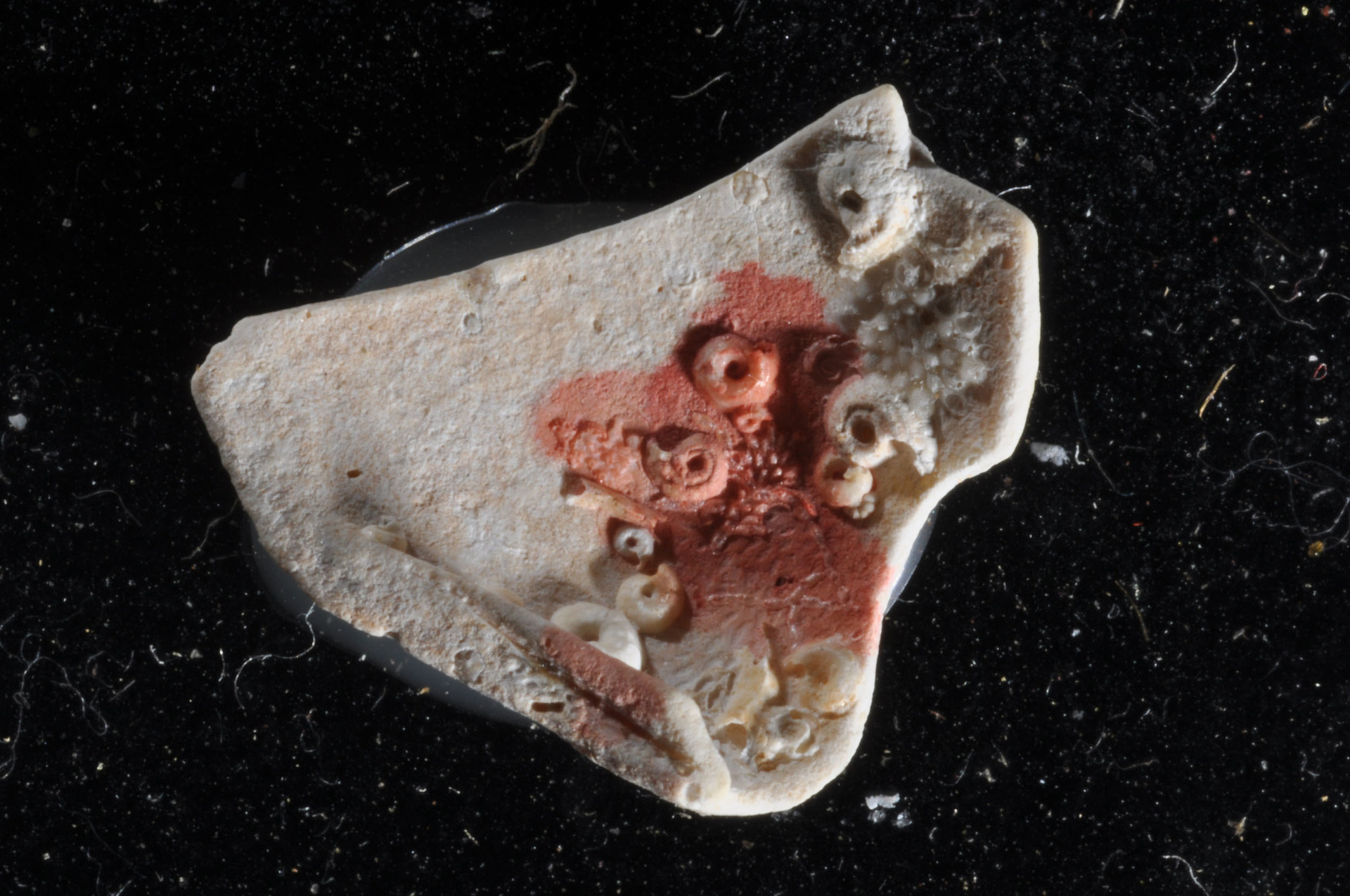
Hippothoidae

Les Hippothoidae sont une famille d'ectoproctes de l'ordre des Cheilostomatida.

## Liste des genres
Selon World Register of Marine Species (20 avril 2016) :
- genre Antarctothoa Moyano, 1987
- genre Austrothoa Moyano, 1987
- genre Celleporella Gray, 1848
- genre Haplota Marcus, 1940
- genre Hippothoa Lamouroux, 1821
- genre Neothoa Moyano, 1987
- genre Plesiothoa Gordon & Hastings, 1979